# God-Apes and Fossil Men
God-apes and fossil men: palaeoanthropology of South Asia (‘los dioses simios y los humanos fósiles, paleoantropología del sur de Asia’) es un libro sobre paleoantropología del sur de Asia escrito por Kenneth Kennedy (1930-). Fue publicado en el año 2000 por la Universidad de Míchigan (en Ann Arbor), y tiene 480 páginas.
El libro es un estudio detallado de la historia de la paleoantropología del sur de Asia y del registro fósil de los hombres prehistóricos en el sur asiático.

## El autor
Kenneth A. R. Kennedy es profesor de Ecología, Antropología y Estudios Asiáticos en la División de Ciencias Biológicas de la Universidad de Cornell. Posee más de treinta y cinco años de investigación de campo y de laboratorio en la India, Pakistán, Sri Lanka, y zonas fronterizas.

Kennedy realiza una discusión detallada de la historia de la tres razas tradicionales de la India.
Donald Tyler, revisión en la revista American Journal of Human Biology, volumen 13, n.º 6

Kennedy logra dos objetivos: aclara completamente la evolución biológica del homo sapiens y ofrece un trasfondo cultural y arqueológico acerca de la diversidad humana que existe en el sur de Asia (India, Pakistán, Afganistán, Sri Lanka). [...] El autor presenta una atractiva historia intelectual de la antropología biológica y de la arqueología en el sur de Asia y una síntesis magnífica de los orígenes de la agricultura, la emergencia de una sociedad urbana compleja (como la cultura del valle del Indo), la búsqueda de los arios, el descubrimiento de los constructores megalíticos de la Edad del Hierro, y las primeras poblaciones históricas. [...] En una conclusión excelente, Kennedy explica lúcidamente la desaparición del concepto hinduista de la «raza» y considera las historias genéticas y las técnicas modernas de análisis de ADN en el estudio de la diversidad humana.
C. C. Lamberg-Karlovsky, en revista Choice. Universidad de Harvard, mayo de 2001

Los dioses simios y los humanos fósiles tiene un alcance muy amplio que abarca la geografía, la geología, la ecología, la prehistoria, la protohistoria, la paleontología humana y de los primates, la biología ósea, el análisis de las variaciones humanas, la genética y la lingüística. [...] Kennedy ha puesto en este trabajo su alma y sus años de experiencia.
Revisión en la revista Asian Perspectives

## Contenido
Este libro es un amplio estudio de todas las culturas prehistóricas del subcontinente indio desde el Paleolítico hasta la Edad de Hierro.
Está escrito en un estilo accesible para el lector en general, el libro presenta un nuevo enfoque que integra datos procedentes de investigaciones arqueológicas, paleontológicas, antropológicas y ecológicas para ofrecer una imagen completa de los orígenes, la diversidad y los estilos de vida de las poblaciones del sur de Asia.
Hasta hace poco tiempo, el estudio científico de los pueblos prehistóricos de la India, Pakistán, Sri Lanka, y las zonas fronterizas del sur de Asia se había descuidado, más allá de algunas observaciones superficiales en la literatura popular sobre los descubrimientos arqueológicos.
Las ideas científicas más complejas se explican de manera cuidadosa en los primeros capítulos, donde el autor desarrolla las teorías de los orígenes humanos en Asia y el significado de los fósiles de simios antropoides encontrados en las colinas Siwalik (los «dioses simios»).
A continuación, el texto presenta la historia de la vida humana en el subcontinente a través de distintos períodos culturales, desde el Paleolítico hasta la Edad del Hierro.
A lo largo del libro, Kenneth A. R. Kennedy demuestra que la paleoantropología del sur de Asia se ha formado a partir de dos fuerzas intelectuales: las tradiciones científicas occidentales y las tradiciones nacionalistas hinduistas. Las interacciones de los estudiosos occidentales y asiáticos del sur han producido un enfoque único para el estudio de poblaciones antiguas de esta parte del mundo.
El quinto capítulo trata sobre la prehistoria de los dioses simios de las colinas Siwalik (India). En otros capítulos se describen los homínidos fósiles que vivieron en el Pleistoceno.
También se describe el registro de esqueletos del Mesolítico, y los últimos capítulos se ocupan de la cultura Harappa (en Pakistán) y los constructores de megalitos.

## Los capítulos del libro
1. The land of Bharata (‘la tierra de Bharata’).
2. Establishing the archaeological record (‘establecimiento del registro arqueológico’).
3. Paleontology and evolution (‘paleontología y evolución’).
4. The Aryan hordes (‘las hordas arias’).
5. The God-Apes of Siwalik hills (‘los dioses simios de las colinas Siwalik’).
6. The earliest evidence of Hominid settlement in Pliestocene South Asia (‘las primeras evidencias de asentamientos homínidos del Pleistoceno en el sur de Asia’).
7. Mileposts in Paleolithic journey (‘hitos en el viaje paleolítico’).
8. Fossil hominids in south Asian Pleistocene (‘los homínidos fósiles del Pleistoceno en el sur de Asia’).
9. Post-Pleistocene landscapes and cultural chronology (‘la cronología cultural y los paisajes después del Pleistoceno’).
10. Mesolithic hunter-foragers (‘cazadores-recolectores del Mesolítico’).
11. The skeletal records of mesolithic populations (‘los registros de esqueletos de las poblaciones mesolíticas’).
12. Early farmers and pastoralists (‘los primeros agricultores y pastores’).
13. The skeletal records of early farming and pastoral populations (‘los registros de esqueletos de la agricultura temprana y de las poblaciones pastorales’).
14. The Harappan civilization (‘la cultura harapana’).
15. The Harappan heritage (‘la herencia harapana’).
16. The Megalith builders (‘los constructores de megalitos’).
17. Where did all the races go? (‘¿adónde fueron todas las razas?’).
18. Conspectus (‘conclusión’).

## Premios
En 2002, este libro ganó el premio W.W. Howells Book Prize en antropología biológica, otorgado por la American Anthropological Association.